# Telma Santos
Telma Santos (* 1. August 1983 in Peniche) ist eine portugiesische Badmintonspielerin. 

## Karriere
Telma Santos wurde, noch nicht einmal 16 Jahre alt,  1999 erstmals portugiesische Meisterin. Mehr als ein Dutzend weitere Titel folgten bis 2010. 2007 war sie bei den Syria International erfolgreich, 2010 bei den Santo Domingo Open.

## Sportliche Erfolge
| Saison | Veranstaltung                                | Disziplin   | Platz | Name                                |
| ------ | -------------------------------------------- | ----------- | ----- | ----------------------------------- |
| 1999   | Portugal: Einzelmeisterschaften              | Damendoppel | 1     | Filipa Lamy / Telma Santos          |
| 2001   | Portugal: Einzelmeisterschaften              | Damendoppel | 1     | Filipa Lamy / Telma Santos          |
| 2001   | Portugal: Einzelmeisterschaften              | Dameneinzel | 1     | Telma Santos                        |
| 2001   | Portugal: Einzelmeisterschaften der Junioren | Dameneinzel | 1     | Telma Santos                        |
| 2001   | Weltmeisterschaft                            | Damendoppel | 33    | Tânia Faria / Telma Santos          |
| 2002   | Portugal: Einzelmeisterschaften der Junioren | Mixed       | 1     | Décio Miranda / Telma Santos        |
| 2002   | Portugal: Einzelmeisterschaften der Junioren | Dameneinzel | 1     | Telma Santos                        |
| 2002   | Portugal: Einzelmeisterschaften              | Damendoppel | 1     | Filipa Lamy / Telma Santos          |
| 2002   | Portugal: Einzelmeisterschaften              | Dameneinzel | 1     | Telma Santos                        |
| 2003   | Portugal: Einzelmeisterschaften              | Dameneinzel | 1     | Telma Santos                        |
| 2003   | Portugal: Einzelmeisterschaften              | Damendoppel | 1     | Telma Santos / Vânia Leça           |
| 2004   | Portugal: Einzelmeisterschaften              | Damendoppel | 1     | Telma Santos / Vânia Leça           |
| 2004   | Cyprus International                         | Mixed       | 1     | Nuno Santos / Telma Santos          |
| 2005   | Portugal: Einzelmeisterschaften              | Dameneinzel | 1     | Telma Santos                        |
| 2006   | Portugal: Einzelmeisterschaften              | Dameneinzel | 1     | Telma Santos                        |
| 2006   | Portugal: Einzelmeisterschaften              | Damendoppel | 1     | Telma Santos / Vânia Leça           |
| 2007   | Syria International                          | Dameneinzel | 1     | Telma Santos                        |
| 2007   | Portugal: Einzelmeisterschaften              | Dameneinzel | 1     | Telma Santos                        |
| 2007   | Portugal: Einzelmeisterschaften              | Damendoppel | 1     | Telma Santos / Vânia Leça           |
| 2008   | Portugal: Einzelmeisterschaften              | Dameneinzel | 1     | Telma Santos                        |
| 2008   | Portugal: Einzelmeisterschaften              | Mixed       | 1     | Hugo Rodrigues / Telma Santos       |
| 2009   | Portugal: Einzelmeisterschaften              | Dameneinzel | 1     | Telma Santos                        |
| 2009   | Portugal: Einzelmeisterschaften              | Mixed       | 1     | Hugo Rodrigues / Telma Santos       |
| 2010   | Portugal: Einzelmeisterschaften              | Dameneinzel | 1     | Telma Santos                        |
| 2010   | Portugal: Einzelmeisterschaften              | Mixed       | 1     | Hugo Rodrigues / Telma Santos       |
| 2010   | Santo Domingo Open                           | Dameneinzel | 1     | Telma Santos                        |
| 2013   | Morocco International                        | Dameneinzel | 1     | Telma Santos                        |
| 2013   | Botswana International                       | Dameneinzel | 1     | Telma Santos                        |
| 2013   | Portugal: Einzelmeisterschaften              | Dameneinzel | 1     | Telma Santos                        |
| 2013   | Portugal: Einzelmeisterschaften              | Damendoppel | 1     | Telma Santos / Ana Luisa Flôr Moura |
| 2014   | Colombia International                       | Dameneinzel | 1     | Telma Santos                        |
| 2014   | Israel International                         | Dameneinzel | 1     | Telma Santos                        |